# Fianoniella densa
Fianoniella densa là một loài tò vò trong họ Ichneumonidae.